# Carl Lorenz (Maler, 1891)
Carl Lorenz (* 20. August 1891 in Berlin; † 1978) war ein deutscher Maler.

## Leben
Carl Lorenz absolvierte eine Lehre als Dekorationsmaler und eine Ausbildung am Kunstgewerbemuseum Berlin, welche durch den Ersten Weltkrieg unterbrochen wurde. In diesem war er – ebenso wie im Zweiten Weltkrieg – Soldat.
Von 1923 bis 1930 bereiste Carl Lorenz Italien, um im Anschluss nach Berlin zurückzukehren. Seine Reisen führten ihn auch nach Österreich, wo er insbesondere in der Wachau mehrere Werke schuf. Später auch nach Kalifornien und Südafrika. Er betätigte sich überwiegend als Landschaftsmaler und Aquarellist.

## Ausstellungen
- 1945/1946: Berlin, vom Kulturbund zur Demokratischen Erneuerung Deutschlands veranstalteten Ausstellung Bildender Künstler[3]

- 1976: Berlin, Galerie Verein Berliner Künstler, Aquarelle und Zeichnungen